# Babice u Nechanic
Babice (deutsch Babitz, auch Groß Babitz) ist eine Gemeinde in Tschechien. Sie liegt zehn Kilometer nordöstlich von Chlumec nad Cidlinou und gehört zum Okres Hradec Králové.

## Geographie

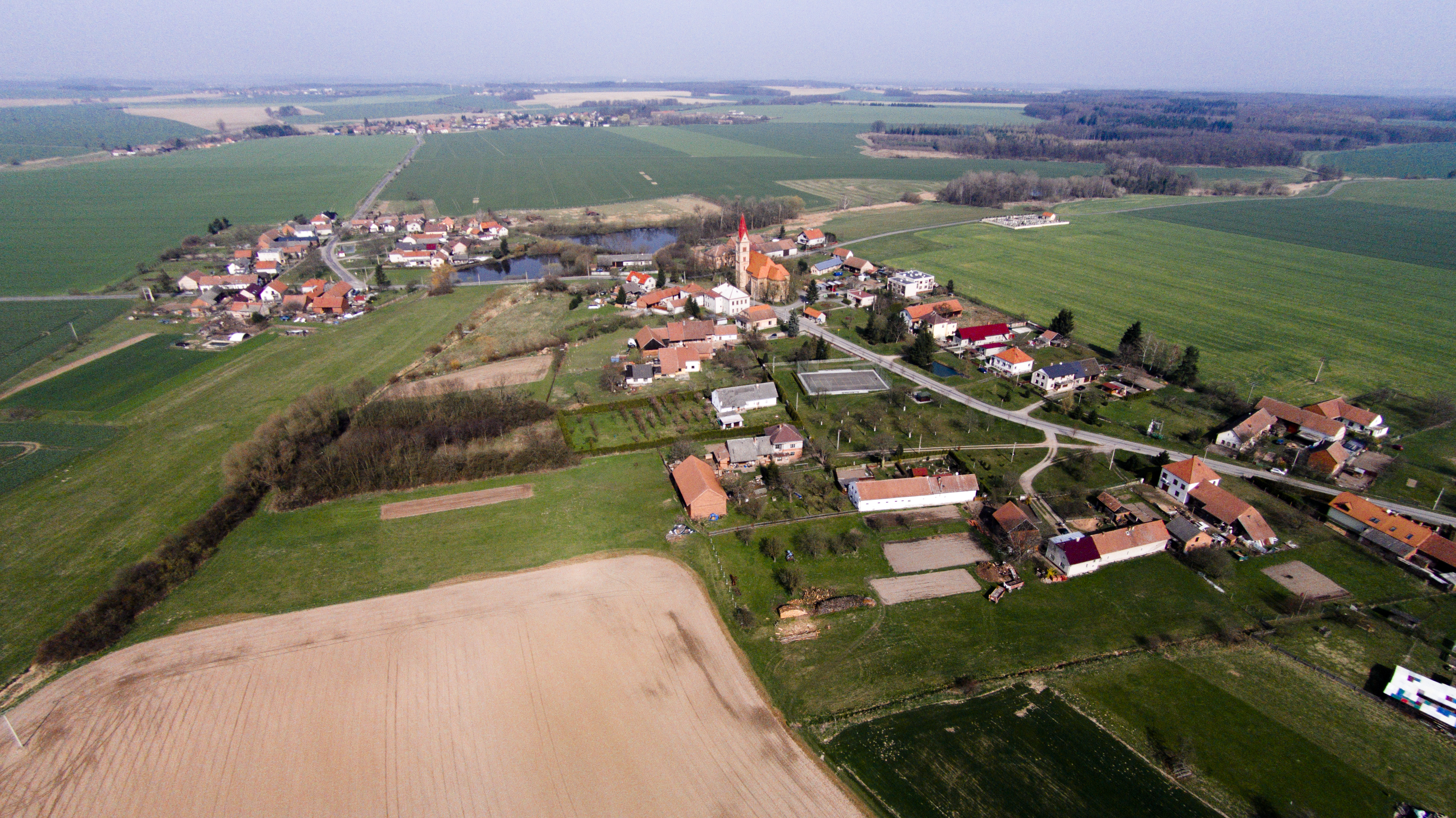
Ortsansicht

Babice befindet sich auf der Ostböhmischen Tafel rechtsseitig der Bystřice an einem kleinen Zufluss.
Nachbarorte sind Budín und Malé Babice im Norden, Boharyně im Nordosten, Trnava im Osten, Roudnice im Südosten, Kratonohy, Požáry und Obědovice im Süden, Kosičky und Kosice im Südwesten, Nová Ves im Westen sowie Barchov im Nordwesten.

## Geschichte
Die erste urkundliche Erwähnung erfolgte 1363. Besitzer war zu dieser Zeit der Vladike Matěj von Babice, der sich bis 1375 nachweisen lässt. Sitz des Geschlechts war eine Wasserfeste, die sich nordwestlich des Dorfes in Richtung Barchov am Platz "Vlčí hrad" befand. Unter Matějs Sohn verlegten die Herren von Babice um 1400 ihren Sitz nach Boharyně und verkauften ihre Güter in Babice. 1414 gehörte Babice anteilig dem Pfarrer Zdislav von Kratonohy und den Brüdern Pešík aus Babice. Nachdem das Dorf in den Hussitenkriege wüst gefallen war, erwarb die Herrschaft Nechanice die Fluren. Unter den Herren  von Pernstein wurde das wüste Dorf um 1541 der Herrschaft Chlumec nad Cidlinou zugeschlagen. Danach erfolgte eine Wiederbesiedlung und im Chlumetzer Urbar von 1571 wurde Babice wieder als ein Dorf aufgeführt.
Nach der Aufhebung der Patrimonialherrschaften bildete Babice mit den Ortsteilen Malé Babice und Nová Ves ab 1850 eine Gemeinde im Bezirk Nechanice. Zwischen 1870 und 1920 führte der Ort den Namen Velké Babice. 1881 bestand das Pfarrdorf Velké Babice aus 28 Häusern und hatte 194 Einwohner. In dem aus 12 Häusern bestehenden Weiler Malé Babice lebten zur selben Zeit 69 Menschen. Ab 1907 gehörte die Gemeinde zum Bezirk Königgrätz. In den 1920er Jahren kam Malé Babice als Ortsteil zu Trnava. Von 1949 bis 1961 war die Gemeinde dem Okres Nový Bydžov zugeordnet und kam nach dessen Auflösung zum Okres Hradec Králové zurück. 1980 wurde Babice nach Kosičky eingemeindet. Seit 1992 besteht die Gemeinde wieder.

## Gemeindegliederung
Für die Gemeinde Babice sind keine Ortsteile ausgewiesen. Grundsiedlungseinheiten sind Babice (Großbabitz) und Malé Babice (Kleinbabitz). Zu Babice gehört außerdem die Ortslage Chaloupky bzw. Nová Ves (Neudorf).
Das Gemeindegebiet bildet den Katastralbezirk Velké Babice.

## Bevölkerungsentwicklung
| Jahr      | 1869 | 1880 | 1890 | 1900 | 1910 | 1921 | 1930 | 1950 | 1961 | 1970 | 1980 | 1991 | 2001 | 2011 | 2021 |
| --------- | ---- | ---- | ---- | ---- | ---- | ---- | ---- | ---- | ---- | ---- | ---- | ---- | ---- | ---- | ---- |
| Einwohner | 396  | 420  | 404  | 403  | 394  | 356  | 329  | 279  | 281  | 235  | 205  | 216  | 216  | 195  | 179  |

## Sehenswürdigkeiten

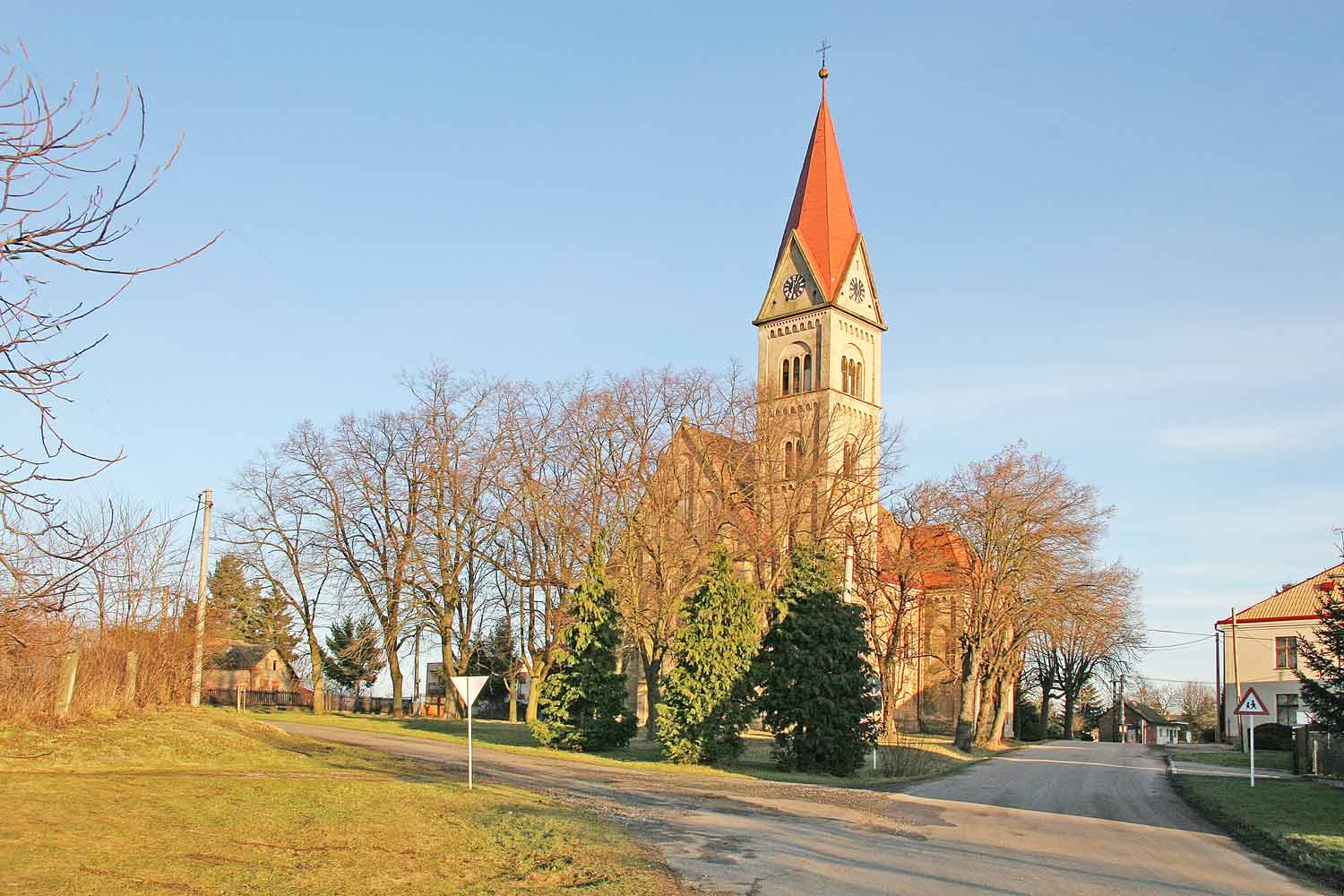
Kirche St. Peter und Paul

- neoromanische Pfarrkirche St. Peter und Paul, errichtet 1837–1837 anstelle einer Holzkirche